# 諾西夫
49°14′1″N 25°0′34″E / 49.23361°N 25.00944°E
諾西夫（烏克蘭語：Носів）是位於烏克蘭西部特諾皮爾州裏特諾皮爾區的村莊，始建於1395年，面積15.2平方公里，海拔高度270米，2001年人口692，人口密度每平方公里45.5人。